# Picea smithiana
Il peccio dell'Himalaya (Picea smithiana (Wall.) Boiss., 1884) è una specie di peccio appartenente alla famiglia delle Pinaceae, originario dell'Afghanistan (Hindu Kush), del Pakistan (Karakorum e Gilgit-Baltistan), della Cina (Tibet), del Nepal e dell'India (Himachal Pradesh, Kashmir e Uttar Pradesh).

## Etimologia
Il nome generico Picea, utilizzato già dai latini, potrebbe, secondo un'interpretazione etimologica, derivare da Pix picis = pece, in riferimento all'abbondante produzione di resina. Il nome specifico smithiana fu assegnato in onore di James Edward Smith, fondatore e primo presidente della Linnean Society of London.

## Descrizione

### Portamento
Albero alto fino a 60 metri con tronco monopodiale diritto di diametro fino a 2,5 metri; i rami del primo ordine sono lunghi, slanciati e sviluppati orizzontalmente, spesso assurgenti in fondo. I rami del secondo ordine, anch'essi lunghi e snelli, sono fortemente pendenti; la chioma è conica, negli esemplari più anziani largamente colonnare. I virgulti sono lunghi, esili e flessibili, di colore giallastro marrone pallido o marrone-grigiastro, prominentemente scanalati, glabri; i pulvini sono ben sviluppati, lunghi 1,5 mm, disposti a 45° sul germoglio.

### Foglie
Le foglie sono aghiformi, strettamente lineari, dritte o ricurve, con sezione trasversale rombica, di colore verde scuro, lunghe 2,5-4,5 cm e con punte acute o acuminate; hanno stomi disposti in 3-5 linee su ciascuna faccia. Le gemme vegetative sono ovoidali-coniche, lunghe 8–12 mm, resinose; hanno perule triangolari, ottuse, leggermente ricurve all'apice, di colore nocciola, persistenti per anni.

### Fiori
Sono strobili maschili gialli, ascellari, lunghi 2–3 cm.

### Frutti
I coni femminili sono terminali, cilindrici-oblunghi, inizialmente eretti, poi precocemente pendenti, lunghi 10–17 cm e larghi 4–6 cm, da immaturi verdi-purpurei o verdi, poi marroni lucidi, con apice ottuso; sono quasi sessili o con corti peduncoli obliqui. I macrosporofilli sono obovati-flabellati, lievemente convessi e coriacei, aperti a 90 gradi, lunghi fino a 2,3 cm, con superficie abassiale finemente striata, liscia e lucida, con margine superiore intero, arrotondato o lievemente ottuso, e base cuneata. Le brattee sono rudimentali, ligulate, lunghe 4–5 mm, totalmente incluse. I semi, di color marrone scuro con riflessi rossi, sono ovoidali-oblunghi, con punte acute, lunghi 5–7 mm, e con parte alata ovata-oblunga, lunga 13–20 mm, arancione-marrone.

### Corteccia
La corteccia è ruvida, a scaglie, di colore marrone-grigastro o grigio, tendente a rompersi in placche irregolari.

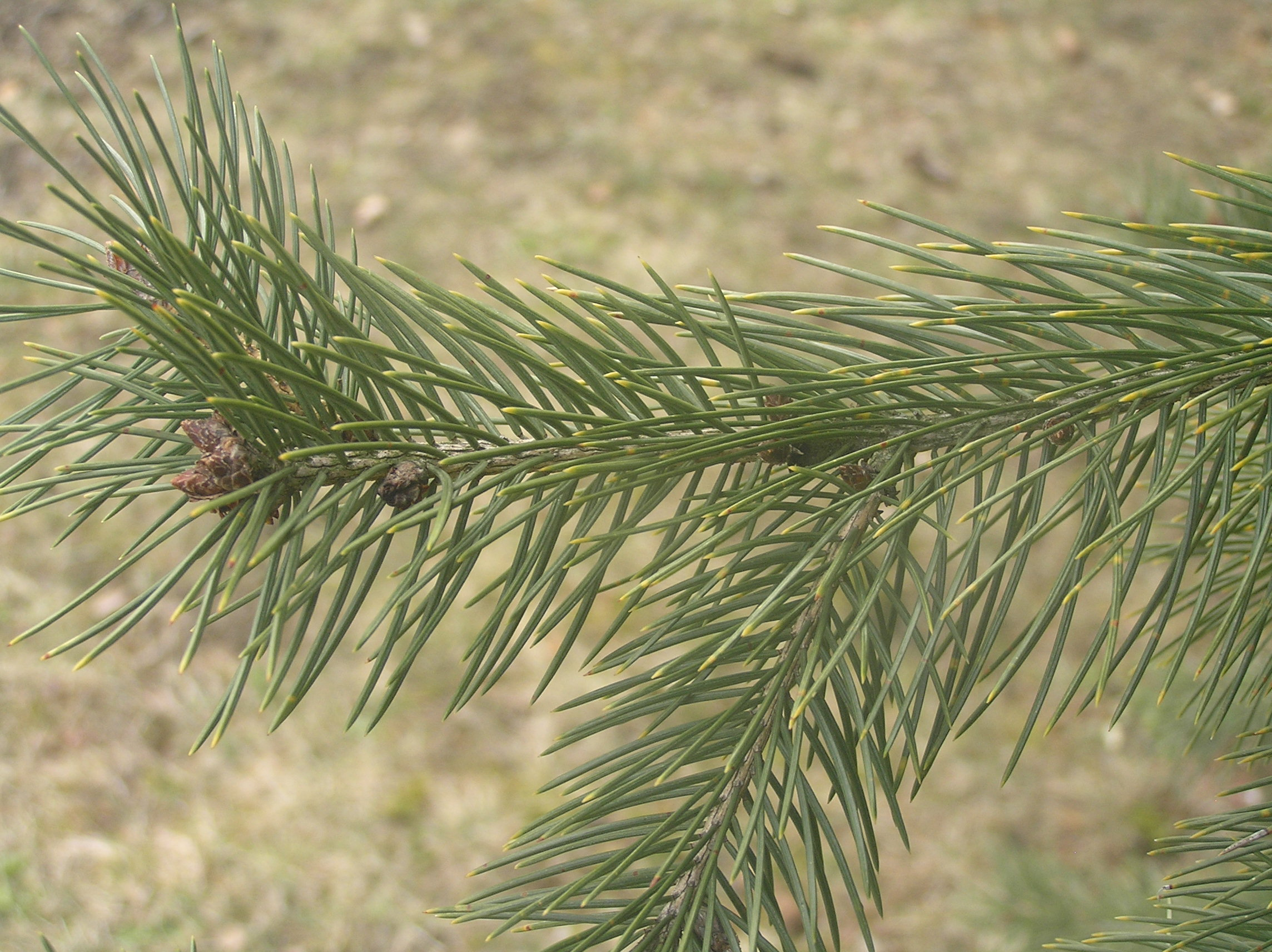
Aghi
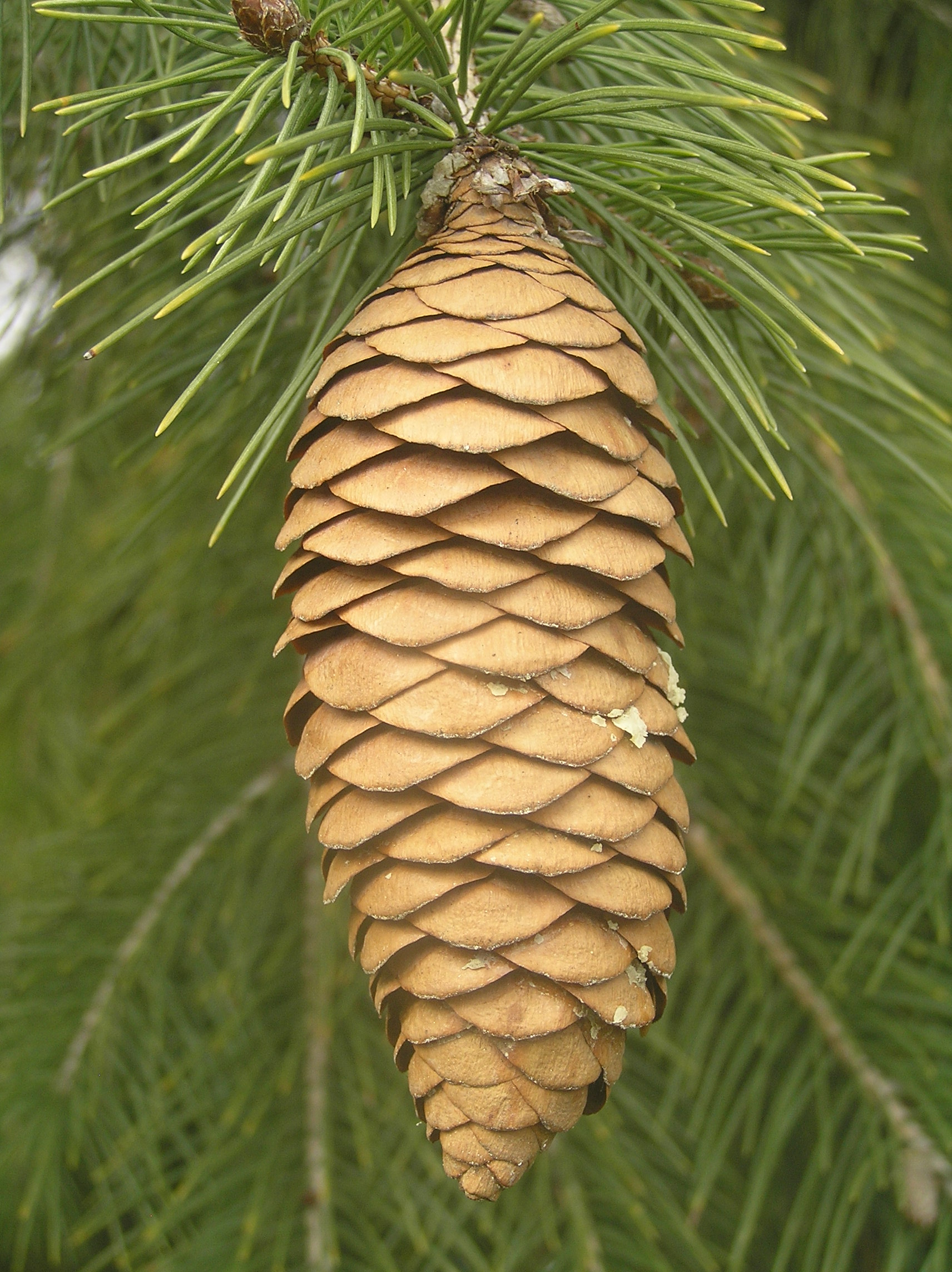
Cono femminile
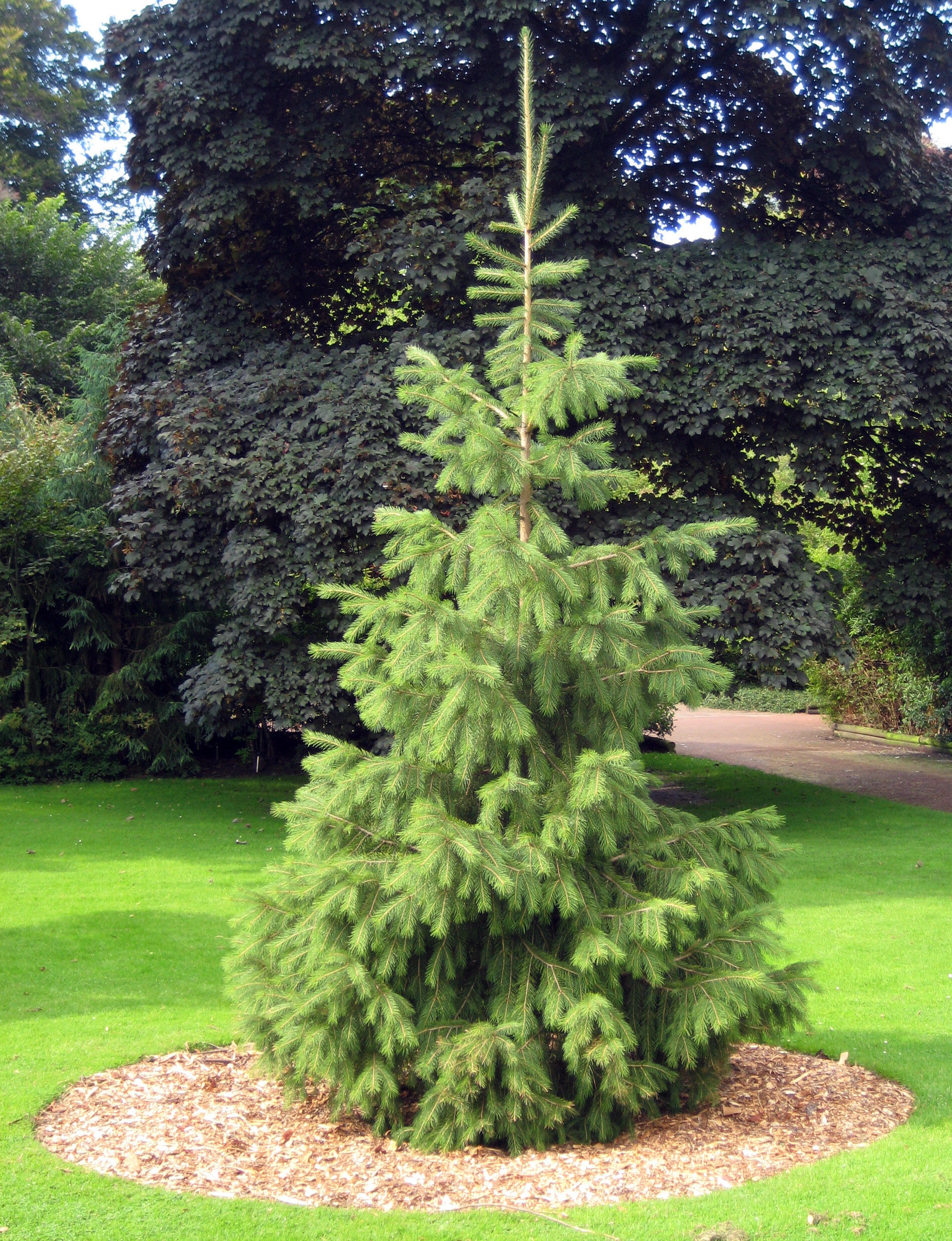
Giovane esemplare coltivato
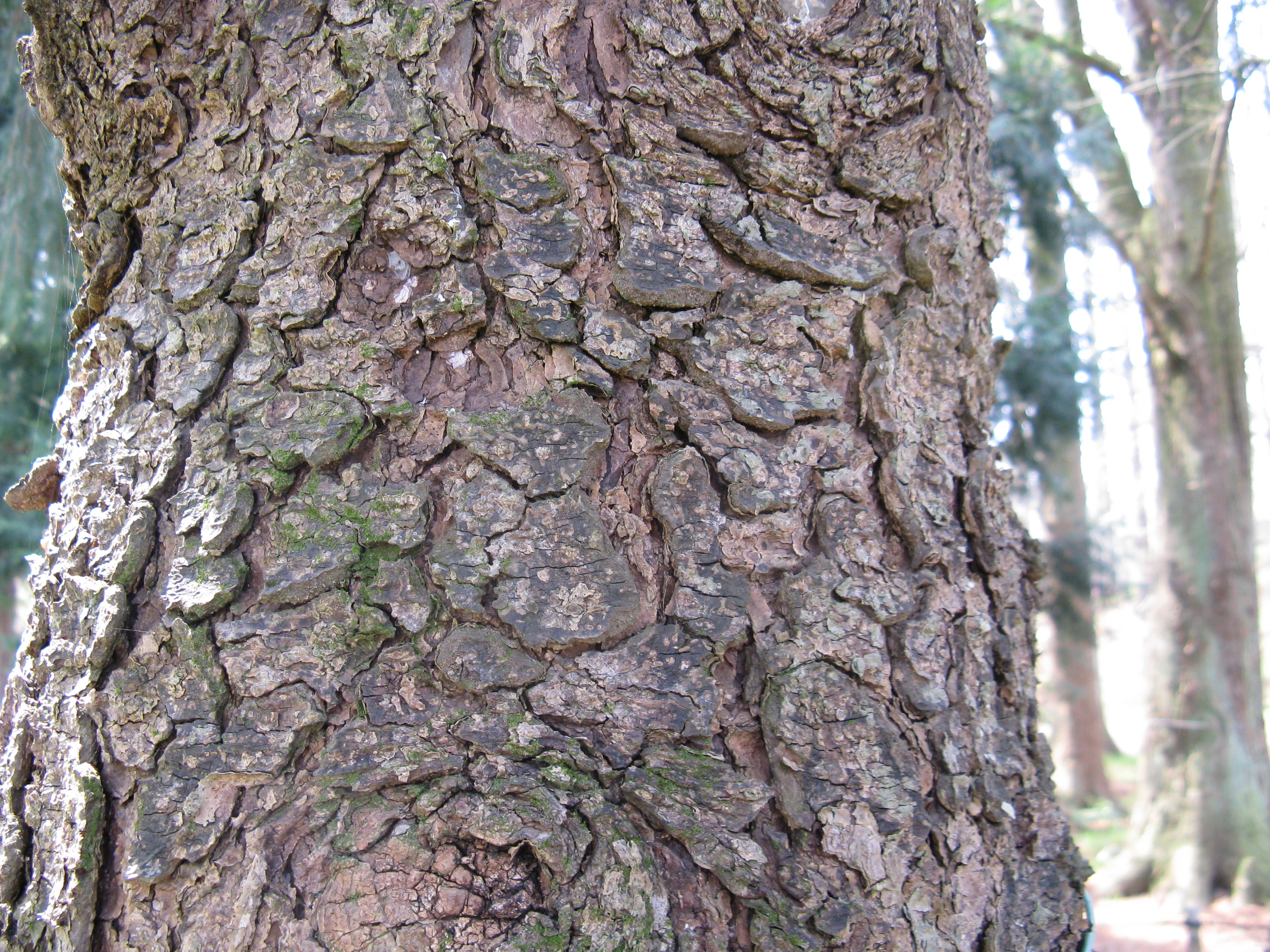
Corteccia
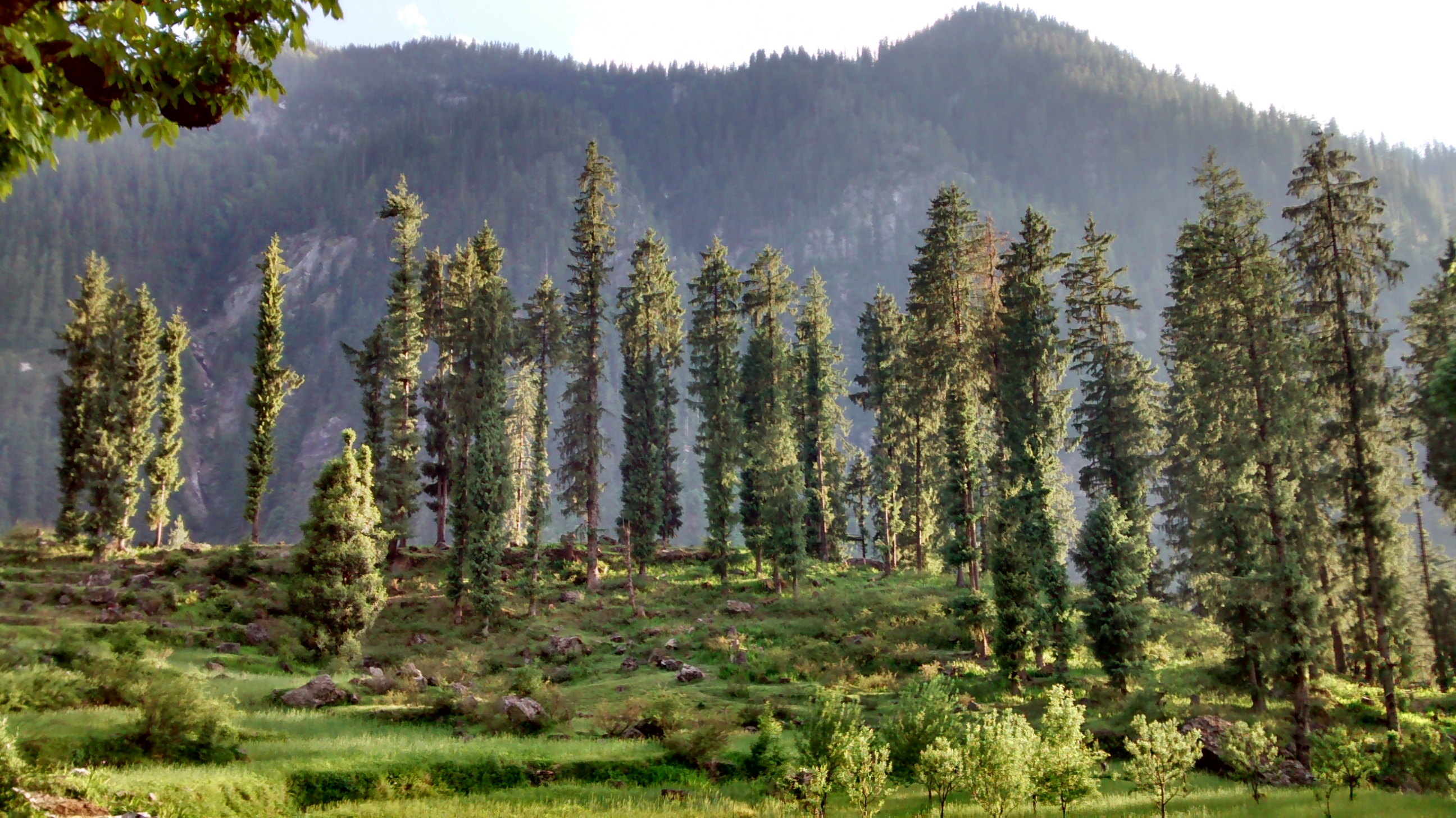
Foresta
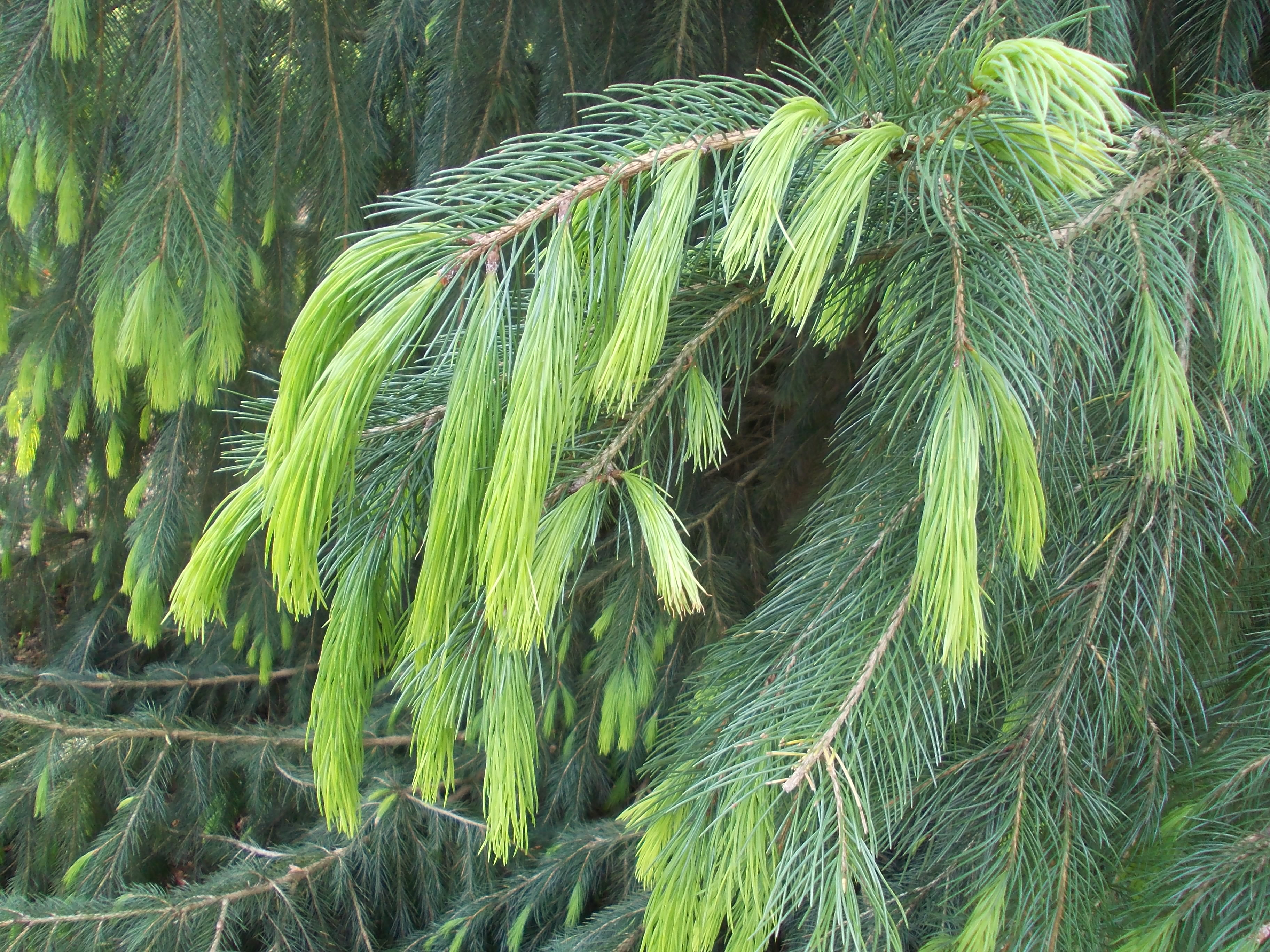
Germogli

## Distribuzione e habitat
Vegeta a quote di alta montagna comprese tra i 2300 e i 3750 m, su litosuoli alpini; il clima di riferimento è di tipo umido e monsonico, con abbondanti precipitazioni in due stagioni della pioggia, ma gradualmente più secco nella parte occidentale dell'areale. In inverno, parte delle precipitazioni sono a carattere nevoso. Nella parte orientale dell'areale si rinviene usualmente associato con Abies spectabilis, Pinus wallichiana e Tsuga dumosa, nella parte occidentale con Abies Pindrow e Cedrus deodara.  Alle quote inferiori si rinviene anche associato a caducifoglie come Aesculus indica e specie dei generi Ulmus, Quercus, Acer e Prunus.

## Tassonomia

### Sinonimi
Sono riportati nove sinonimi:
- Abies khutrow (Royle ex Turra) Loudon
- Abies smithiana (Wall.) Lindl.
- Picea khutrow (Royle ex Turra) Carrière
- Picea morinda Link
- Picea smithiana var. nepalensis Franco
- Picea smithiana subsp. nepalensis (Franco) Silba
- Pinus morinda Gordon & Glend.
- Pinus pendula Griff.
- Pinus smithiana Wall.

## Usi
Il peccio dell'Himalaya fornisce un legno di buona qualità e di grande volume, utilizzato nell'industria delle costruzioni; viene utilizzato in edilizia in particolare per la realizzazione di tetti e pavimenti interni e, in grandi quantità, per la realizzazione di traversine ferroviarie, dopo uno speciale trattamento per renderlo resistente agli agenti atmosferici. Le sue caratteristiche di relativa leggerezza e robustezza lo rendono adatto per la realizzazione di velivoli, in particolare alianti. Minori quantità di legno vengono attualmente utilizzate nell'industria cartaria. I suoi lunghi aghi, i rami pendenti e i coni di colore verde brillante, lo rendono adatto per utilizzi ornamentali; nonostante ciò non è molto comune in coltivazione a causa della difficoltà di attecchimento e la lenta crescita iniziale, in particolare nelle zone a clima freddo.

## Conservazione
Questa specie vegeta in un vasto areale e la sua popolazione risulta stabile, nonostante lo sfruttamento a fini economici; per questo motivo viene classificata come specie a rischio minimo nella Lista rossa IUCN.